# Latarnia morska Start Point
Latarnia morska Start Point – latarnia morska położona na półwyspie Start Point, około 5 kilometrów na południe od civil parish Stokenham, Devon. Latarnia jest wpisana na listę English Heritage.
Została zaprojektowana przez Jamesa Walkera w 1836. Uruchomiona została w 1847 roku. Oba stałe światła były w użytku do 1882 roku. 
Nautofon pracuje z okresem 60 sek. Jest zamontowany w osobnym budynku, który po zniszczeniu w 1989 roku został zastąpiony nowym.
Latarnia została zelektryfikowana w 1959 roku, a w pełni zautomatyzowana w 1993.
Obecnie zasięg światła białego wynosi 20 Mm, wysyłany sygnał to jeden biały błysk co 10 s. Stacja jest monitorowana z Trinity House Operations & Planning Centre w Harwich.